# Monticole merle-de-roche
Monticola saxatilis
Espèce
Statut de conservation UICN

 LC  : Préoccupation mineure
Le Monticole de roche (parfois encore appelé Monticole merle-de-roche) (Monticola saxatilis) est une espèce de passereaux traditionnellement appelé Merle de roche. D'après Alan P. Peterson et le Congrès ornithologique international, c'est une espèce monotypique. Olivier Messiaen a consacré à cet oiseau une pièce, qui en porte le nom, de son Catalogue d'oiseaux.

## Description

### Apparence

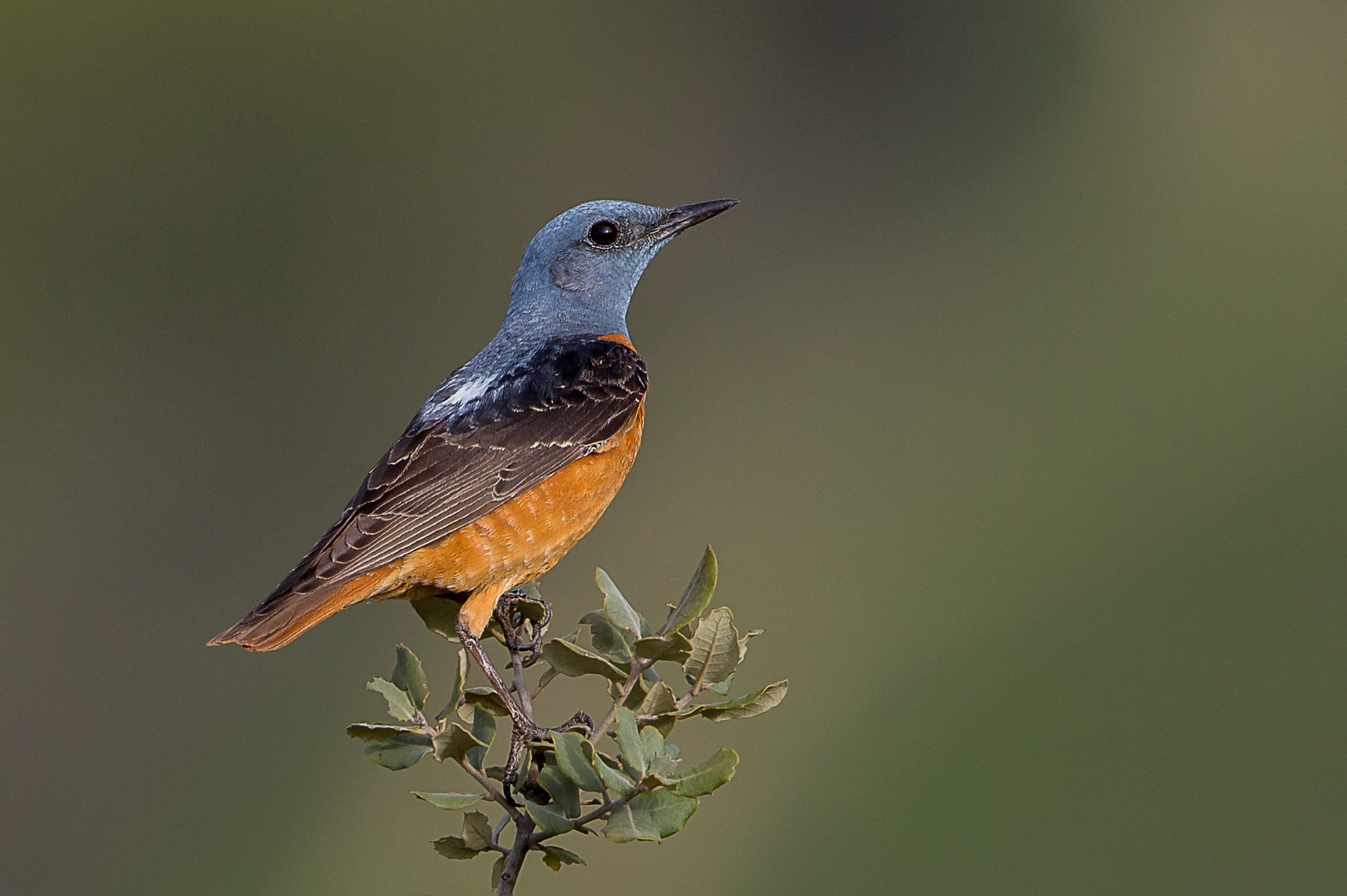
Mâle

Il mesure entre 17 et 20 cm et pèse entre 42 et 65 g. Le mâle a la tête et le cou bleu-gris, le ventre rouge-orangé jusqu'à la queue, et les extrémités des ailes marron foncé, avec une trace blanche sur le dos. La femelle et les petits sont moins visibles, avec les parties supérieures marron foncé, et les parties inférieures plus pâles. Leur queue est rougeoyante.

### Chant
Le chant du mâle est clair et mélodieux.

## Mode de vie

### Régime alimentaire
Il se nourrit principalement d'insectes de grande taille et de baies.

### Reproduction

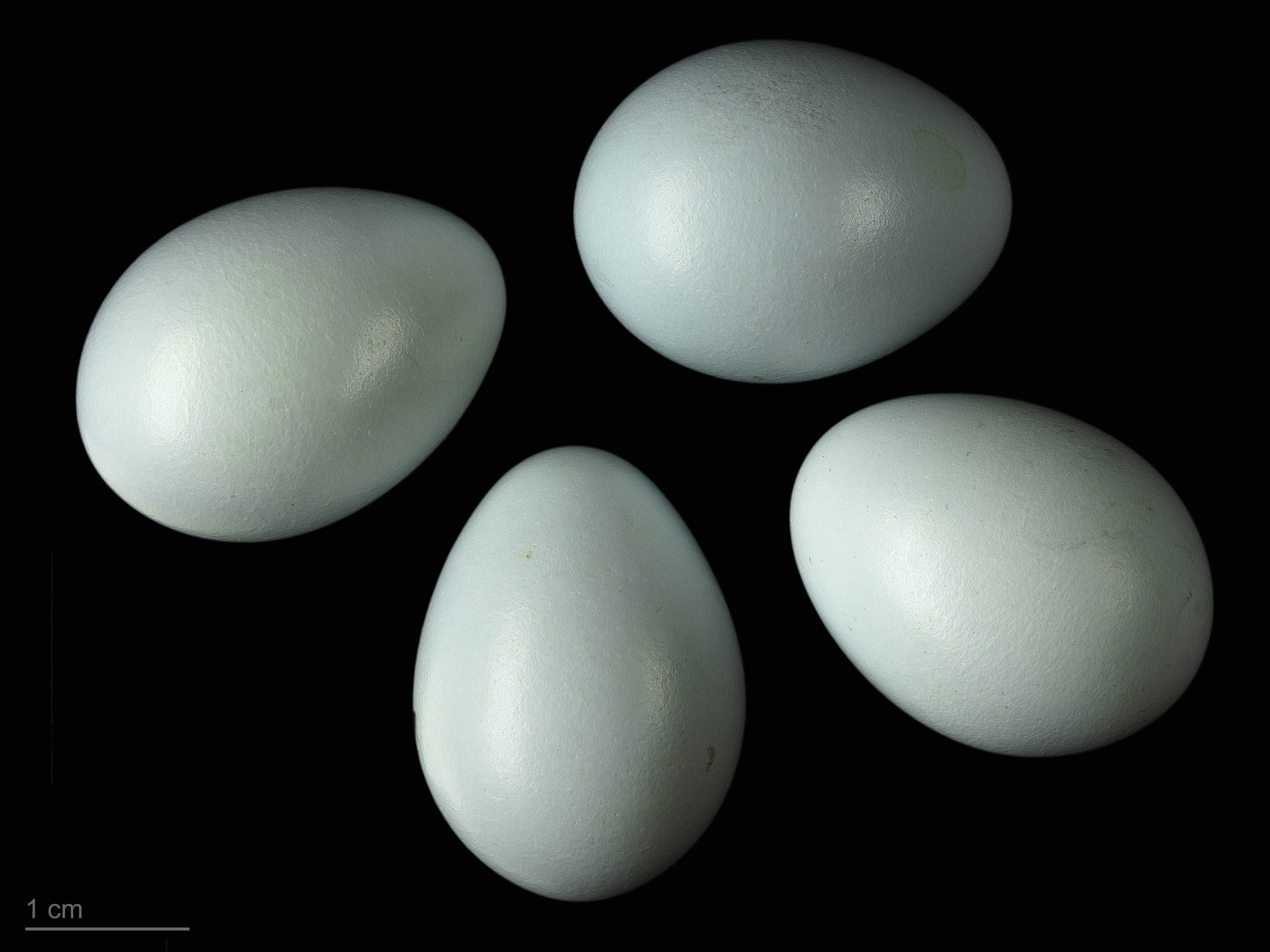
Oeufs de Monticola saxatilis - Muséum de Toulouse

Le nid est au sol, dans des renfoncements pierreux ou dans la roche. La femelle pond 4-5 œufs, qu'elle couve 2 semaines.

### Habitat
Flancs de montagnes et prairies au-dessus d'une altitude de 1500 m.

## Répartition
Europe du Sud et de l'Est, par endroits en Afrique du Nord, au Proche-Orient et au Moyen-Orient jusqu'à la Chine. La population européenne regroupe 200 000 à 630 000 individus. L'oiseau est migratoire, et hiverne dans le sud du Sahara. C'est un visiteur rare en Europe du Nord.
L'étendue de son habitat s'est quelque peu réduite ces dernières décennies, à cause de la destruction de son habitat. Ainsi au début du XXe siècle, il vivait dans les montagnes du Jura cracovien (Pologne), où il est aujourd'hui totalement absent (Tomek & Bocheński 2005). Cependant il n'est pas considéré en danger à l'échelle mondiale, grâce à sa population encore nombreuse, et sa surface habitée estimée entre 1 000 000 et 10 000 000 km2 (UICN).